# Bohoyo
Bohoyo ist ein Ort und eine zentralspanische Gemeinde (municipio) mit 214 Einwohnern (Stand: 2024) im Südwesten der Provinz Ávila in der Autonomen Region Kastilien-León. Zur Gemeinde gehören auch die Weiler (pedanías) Navamediana, Navamojada und Los Guijuelos.

## Lage
Der Ort Bohoyo liegt im waldreichen Naturpark Sierra de Gredos gut 90 km (Fahrtstrecke) südwestlich von Ávila bzw. etwa 100 km südlich von Salamanca in einer Höhe von ca. 1150 m ü. d. M. Das Klima im Winter ist kühl, im Sommer dagegen trotz der Höhenlage durchaus warm; die geringen Niederschlagsmengen (ca. 535 mm/Jahr) fallen – mit Ausnahme der nahezu regenlosen Sommermonate – verteilt übers ganze Jahr.

## Bevölkerungsentwicklung
| Jahr      | 1857  | 1900  | 1950  | 2000 | 2017 |
| Einwohner | 1.145 | 1.466 | 1.641 | 452  | 261  |

Der starke Bevölkerungsrückgang seit den 1950er Jahren ist im Wesentlichen auf die Mechanisierung der Landwirtschaft und den damit einhergehenden Verlust an Arbeitsplätzen zurückzuführen.

## Wirtschaft
Das wirtschaftliche Leben von Bohoyo ist in hohem Maße land- und forstwirtschaftlich orientiert – früher wurden Getreide, Weinreben etc. zur Selbstversorgung angepflanzt; Gemüse stammte aus den Hausgärten. Viehzucht (früher hauptsächlich Schafe und Ziegen, heute zumeist Rinder) wurde ebenfalls betrieben. Mittlerweile spielt der ländliche Tourismus (turismo rural) eine immer bedeutsamer werdende Rolle für das Wirtschaftsleben der Gemeinde.

## Geschichte
Über die ältere Geschichte von Bohoyo nichts bekannt; auch keltische, römische, westgotische und sogar arabisch-maurische Zeugnisse fehlen. Um 1340 wird der Ort erstmals als Jagdgebiet erwähnt; später gehörte Bohoyo zur Grundherrschaft (señorío) von Valdecorneja, deren Stammburg (castillo) in El Barco de Ávila erhalten ist. Später fiel die Grundherrschaft an die Herzöge von Alba, die dem Ort im Jahr 1488 die Stadtrechte (villazgo) gewährten.

## Sehenswürdigkeiten
Bohoyo
- Die Iglesia de la Asunción de Nuestra Señora stammt aus dem 16. Jahrhundert; die offene Südvorhalle (portico) scheint einige Jahrzehnte später angebaut worden zu sein. Das ca. 12 m breite Kirchenschiff wird von einer Artesonado-Holzbalkendecke mit Zugankern überspannt, der Altarraum dagegen von einer auf Trompen ruhenden Kuppel. Das Halbrund der Apsis wird von einem spätbarocken Altarretabel (retablo) im Stil des Churriguerismus ausgefüllt.[5][6]
- Die Ermita del Santo Ángel de la Guarda steht am Ortsrand. Die weitgehend schmucklose Fassade im Stil der Spätrenaissance wird von einem einfachen Glockengiebel (espadaña) überhöht.[7]

Los Guijelos
- Die wiederholt restaurierte Ermita de los Santos Mártires gilt gemäß der Überlieferung als die älteste Kirche der Gemeinde.[8]